# ド・ドーミエ＝スミスの青の時代
「ド・ドーミエ＝スミスの青の時代」（ド・ドーミエ=スミスのあおのじだい、原題: De Daumier-Smith's Blue Period）は、J・D・サリンジャーの短編小説。イギリスの『ワールド・レヴュー』誌1952年5月号に掲載された。短編集『ナイン・ストーリーズ』（1953年）の8番目に収められている。無垢なるものを求める画家志望の青年の語りは『ライ麦畑でつかまえて』のホールデン・コールフィールドと通じるものがある。

## あらすじ
19歳の青年である語り手は、パリでの生活を経て、母親の死をきっかけに、ニューヨークに義父と共に戻る。彼は美術学校に通うが、アメリカの商業主義的絵画には辟易している。ある日、新聞にモントリオールの通信制美術学校の教師の募集広告を見つける。彼はジャン・ド・ドーミエ=スミスという偽名を使い、29歳だと年齢と経歴を偽って応募し、採用される。
夏、モントリオールを訪れ、学校の経営者であるヨショット氏とヨショット夫人とともに、送られてくる生徒の絵の添削を始める。ほとんどは稚拙で俗悪なものだったが、シスター・アーマというトロントの修道女の絵だけは彼の興味を引く。彼はシスター・アーマの人間性に強く惹かれ、全霊を込めて作品を添削し、熱情的な手紙を送る。だが数日後、シスター・アーマの修道院の院長から、シスター・アーマが学校で絵を学ぶ許可を取り消すという知らせが来る。彼は動転して、今からシスター・アーマに会いに行こうとすら考えるが、通りの医療器具店でヘルニアバンドをつけようとしている太った女性を見て、夜明けが来ると、不思議にシスター・アーマに対する執着がなくなっているのに気がつく。一週間後、無免許で運営していたことが発覚し、学校は閉校となる。

## 主な日本語訳
- ド・ドーミエ＝スミスの青の時代（『ナイン・ストーリーズ』野崎孝訳、 新潮文庫）
- ド・ドーミエ＝スミスの青の時代（『九つの物語』中川敏訳、 集英社文庫）
- ド・ドーミエ＝スミスの青の時代（『ナイン・ストーリーズ』柴田元幸訳、ヴィレッジブックス）